# Dzimitry
Dzimitry (lit. Dimitrai, także Dzimitrai) − wieś na Litwie, w gminie rejonowej Soleczniki, 6 km na północny wschód od Ejszyszek, zamieszkana przez 18 ludzi. Przed II wojną światową w Polsce, w powiecie lidzkim województwa nowogródzkiego.